# شکم‌پوست
در بدن گزنده‌تباران (Cnidarians)، به لایه داخلی از یاخته‌هایی که به عنوان غشای جداره‌ای حفره معدی-عروقی عمل می‌کنند شکم‌پوست (gastrodermis) می‌گویند. واژه شکم‌پوست برای اشاره به لایه داخلی پوششی شانه‌دارتباران (Ctenophores) هم به‌کار می‌رود.
شکم‌پوست یک لایه از یاخته‌هایی هستند که حفره گوارشی هیدر را پوشش می‌دهند. این لایه به‌طور عمده از سلول‌های پوششی استوانه‌ای و مژکدار تشکیل شده‌است. در این لایه سلول‌های ماهیچه‌ای –تغذیه‌ای سلول‌های بینابینی و سلول‌های غده‌ای وجود دارند.